# Supercopa Argentina de Voleibol Masculino de 2015
A Supercopa Argentina de Voleibol Masculino de 2015, oficialmente Copa Master 2015, foi a 6.ª edição deste torneio organizado anualmente pela Associação de Clubes da Liga Argentina de Voleibol (ACLAV). O torneio ocorreu nos dias 18 e 19 de outubro e contou com a presença de quatro equipes argentinas.
Disputando a terceira final de sua história, a equipe do Bolívar Voley conquistou o bicampeonato ao derrotar o Ciudad Voley em 5 sets. Na disputa pelo terceiro lugar, o UNTreF Voley venceu o Gigantes del Sur de virada e garantiu a medalha de bronze.

## Regulamento
O torneio foi disputado em sistema eliminatório, nas fases semifinais, disputa pelo terceiro lugar e final.

## Local das partidas
| 9 de Julio, Argentina    |
| ------------------------ |
| Gimnasio Ernesto Báncora |
| Capacidade: 3 500        |

## Equipes participantes
As seguintes equipes se qualificaram para a Supercopa Argentina de 2015.
| Equipe           | Cidade                | Qualificação                   | Última participação |
| ---------------- | --------------------- | ------------------------------ | ------------------- |
| Bolívar Voley    | San Carlos de Bolívar | Vice-campeão da LVA de 2014–15 | 2013                |
| UNTreF Voley     | Caseros               | 7.º colocado na LVA de 2014–15 | Estreante           |
| Ciudad Vóley     | Buenos Aires          | 5.º colocado na LVA de 2014–15 | Estreante           |
| Gigantes del Sur | Neuquén               | 6.º colocado na LVA de 2014–15 | Estreante           |

## Resultados
|  | Semifinais       | Semifinais    |                |   | Final | Final |
|  |                  |               |                |   |       |       |
|  |                  |               |                |   |       |       |
|  |                  |               |                |   |       |       |
|  | Ciudad Vóley     | 3             |                |   |       |       |
|  | Ciudad Vóley     | 3             |                |   |       |       |
|  | Gigantes del Sur | 0             |                |   |       |       |
|  | Gigantes del Sur | 0             | Ciudad Vóley   | 2 |       |       |
|  |                  |               | Ciudad Vóley   | 2 |       |       |
|  |                  | Bolívar Voley | 3              |   |       |       |
|  | Bolívar Voley    | Bolívar Voley | 3              | 3 |       |       |
|  | Bolívar Voley    |               |                | 3 |       |       |
|  | UNTreF Voley     | 0             |                |   |       |       |
|  | UNTreF Voley     | 0             | Terceiro lugar |   |       |       |
|  |                  |               |                |   |       |       |
|  |                  |               |                |   |       |       |
|  |                  |               |                |   |       |       |
|  | Gigantes del Sur | 2             |                |   |       |       |
|  | Gigantes del Sur | 2             |                |   |       |       |
|  | UNTreF Voley     | 3             |                |   |       |       |

- As partidas seguem o horário local (UTC−3).

### Semifinais
| Data   | Hora  |               | Placar |                  | Set 1 | Set 2 | Set 3 | Set 4 | Set 5 | Total | Relatório |
| ------ | ----- | ------------- | ------ | ---------------- | ----- | ----- | ----- | ----- | ----- | ----- | --------- |
| 18 out | 19:30 | Ciudad Vóley  | 3–0    | Gigantes del Sur | 25–21 | 26–24 | 27–25 |       |       | 78–70 | Relatório |
| 18 out | 22:00 | Bolívar Voley | 3–0    | UNTreF Voley     | 26–24 | 25–20 | 25–19 |       |       | 76–63 | Relatório |

### Terceiro lugar
| Data   | Hora  |                  | Placar |              | Set 1 | Set 2 | Set 3 | Set 4 | Set 5 | Total  | Relatório |
| ------ | ----- | ---------------- | ------ | ------------ | ----- | ----- | ----- | ----- | ----- | ------ | --------- |
| 19 out | 19:00 | Gigantes del Sur | 2–3    | UNTreF Voley | 25–19 | 25–15 | 23–25 | 23–25 | 12–15 | 108–99 | Relatório |

### Final
| Data   | Hora  |               | Placar |              | Set 1 | Set 2 | Set 3 | Set 4 | Set 5 | Total  | Relatório |
| ------ | ----- | ------------- | ------ | ------------ | ----- | ----- | ----- | ----- | ----- | ------ | --------- |
| 19 out | 22:00 | Bolívar Voley | 3–2    | Ciudad Vóley | 25–17 | 22–25 | 18–25 | 25–18 | 15–10 | 105–95 | Relatório |

## Premiação
| Supercopa Argentina de 2015        |
| Buenos Aires (província)           |
| ---------------------------------- |
| Bolívar Voley Campeão (2.º título) |